# Ujar (rayon)

Mapa do Azerbaijão mostrando Ucar rayon

Ujar (em azeri: Ucar, do túrquico Ucqar, "remoto") é um rayon, ou distrito administrativo de Azerbaijão, situado ao sul de Goychay, no centro da nação. Esta região inclui as linhas Ipek yolu Automobil e a Baku-Tbilisi-Ceyhan pipeline ao sul da planície de Xirvã. Existem 32 aldeias e 1 cidade em Ucar. As maiores comunidades são Qazyan, Müsüslü e Qarabörk.
Este rayon tem uma população de mais de 70.000 pessoas, composta por (99,7%) de Azeris.